# Pálffy Dezső
Pálffy Dezső (Pecöl, 1930. június 15. – Budapest, 2021. október 27.) magyar agrármérnök, mezőgazdasági szakmérnök, egyetemi docens, a Martfűi Sörgyárat létrehozó Első Magyar Szövetkezeti Sörgyár Gt. alapító elnöke.

## Életpályája
1949-ben érettségizett Szombathelyen, 1953-56 között a Debreceni Mezőgazdasági Akadémián tanul és végez summa cum laudéval. 1956 és 1960 között a Sárvári Cukorgyár Célgazdaságban dolgozik Vépen és Rábapatyon, majd 1961-ben szakmérnökképzést szerez a gödöllői ATE-n. 1962 és 1971 között a baromfiiparban dolgozik, Sárváron és Törökszentmiklóson főmérnök, illetve igazgató. Közben doktori értekezést ír és tanít, illetve jegyzeteket ír a baromfitenyésztési és baromfiipari szakmérnöki karon, Gödöllőn. 1971 és 1975 között a zagyvarékasi Tsz elnökhelyettese és főállattenyésztője, 1975 és 1978 között Tiszaföldváron vízgazdasági igazgató a Lenin Tsz-ben. 1978 és 1987 között a Mezőhéki Táncsics Tsz elnöke, valamint az Első Magyar Szövetkezeti Sörgyár Gt. alapító elnöke. 1980-ban megjelent Lúdárutermelés című szakkönyvében dolgozta ki a Mezőhéki Lúdárutermelési Rendszert, amellyel Magyarországot képviselte Brazíliában 1982-ben a Baromfi Világkiállításon, amelyet nagy nemzetközi világsiker követett. Kiemelkedő alkotása még a III. Magyar Fűszerpaprika Tájkörzet kialakítása a Tiszazug térségében, mivel ez tette lehetővé évi 2-3000 tonna kifogástalan minőségű fűszerpaprika exportját. Martfű város önkormányzata 2009-ben elismerte munkáját és fejlesztési díjával tüntette ki, ezt követően díszpolgárrá választották Mezőhéken és Rákócziújfalun, emellett Mesterszálláson a Táncsics Tsz Székely-kapuját állították fel az utókor számára emlékeztetőül.
2015. január 21-én Szombathelyen, az AGORA-Savaria Filmszínházban mutatták be a KORFILM-CINEMART produkcióban életéről, pályafutásáról, további elképzeléseiről készült A Gyárépítő című színes dokumentumfilmet, melyet a szombathelyi Boros Ferenc, Horváth Zoltán és Kozma Gábor készített. A film az MNVH Elnökségének értékelése alapján a Nemzeti Vidékfejlesztési Program Irányító Hatósága jóváhagyásával valósult meg.

## Díjai, elismerései
- Mezőgazdasági és Élelmezésügyi Minisztérium Termelési Nagydíj (a Mezőhéki Táncsics Téesznek, 1983)
- Szolnok megyei tanács gazdaságfejlesztési díja (1986)
- Martfű díszpolgára (az EMSZS 25. éves jubileuma alkalmából, 2010)
- Mezőhék díszpolgára (2010)
- Rákócziújfalu díszpolgára (2010)
- Horváth Boldizsár Közgazdasági és Informatikai Szakközép és Kollégium Horváth Boldizsár plakettje (2010)
- Magyar Köztársasági Arany Érdemkereszt (2011)
- Gróf Batthyány Lajos Emlékérem (2012)

## Publikációi

### Szakkönyvek
Lúdárutermelés, Bp., Mezőgazdasági Könyvkiadó, 1980

### Egyetemi jegyzetek
- A tojás feldolgozása és tartósítása, Gödöllő, Agrártudományi Egyetem Mezőgazdaságtudományi Kar, Baromfitenyésztési és Baromfiipari Szak, 1966
- A baromfihúsfeldolgozás technológiája, Gödöllő, Agrártudományi Egyetem Mezőgazdaságtudományi Kar, Baromfitenyésztési és Baromfiipari Szak, 1969